# 马尼翁库尔
马尼翁库尔（法語：Magnoncourt，法語發音：[maɲɔ̃kuʁ]）是法国上索恩省的一个市镇，属于吕尔区。

## 地理
马尼翁库尔（47°53'38"N, 6°17'7"E）面积6.67 平方千米，位于法国勃艮第-弗朗什-孔泰大區上索恩省，该省份为法国东部内陆省份，北起顺时针与孚日省、贝尔福地区省、杜省、汝拉省、科多尔省和上马恩省接壤。
与马尼翁库尔接壤的市镇（或旧市镇、城区）包括：弗勒雷莱圣卢、阿耶维莱尔-利约蒙、科尔伯奈、瑟穆斯河畔圣卢。

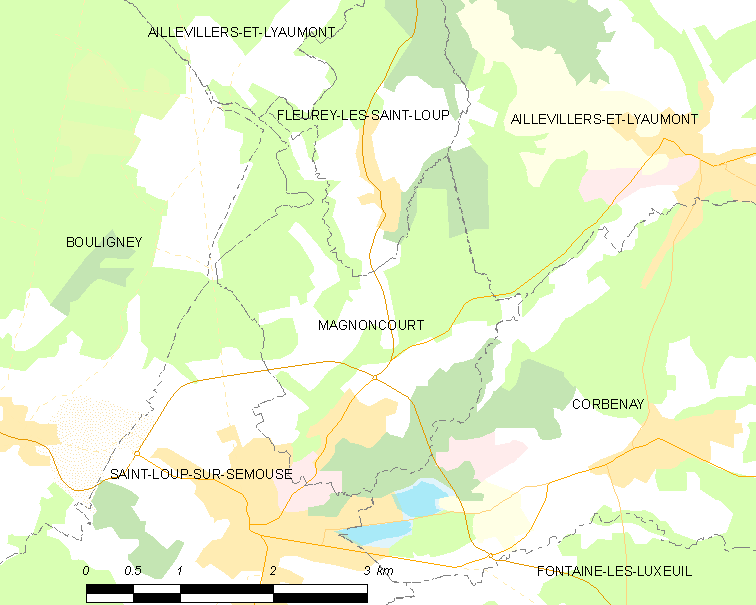
马尼翁库尔的OSM定位图

马尼翁库尔的时区为UTC+01:00、UTC+02:00（夏令时）。

## 行政
马尼翁库尔的邮政编码为70800，INSEE市镇编码为70315。

## 政治
马尼翁库尔所属的省级选区为瑟穆斯河畔圣卢县。

## 人口

1962-2008年间马尼翁库尔人口变化图示

马尼翁库尔于2022年1月1日时的人口数量为400人。